# Chrysops harmani
Chrysops harmani är en tvåvingeart som beskrevs av Virginia Tidwell 1973. Chrysops harmani ingår i släktet Chrysops och familjen bromsar. Inga underarter finns listade i Catalogue of Life.